# Akrylonitrilbutadienstyren

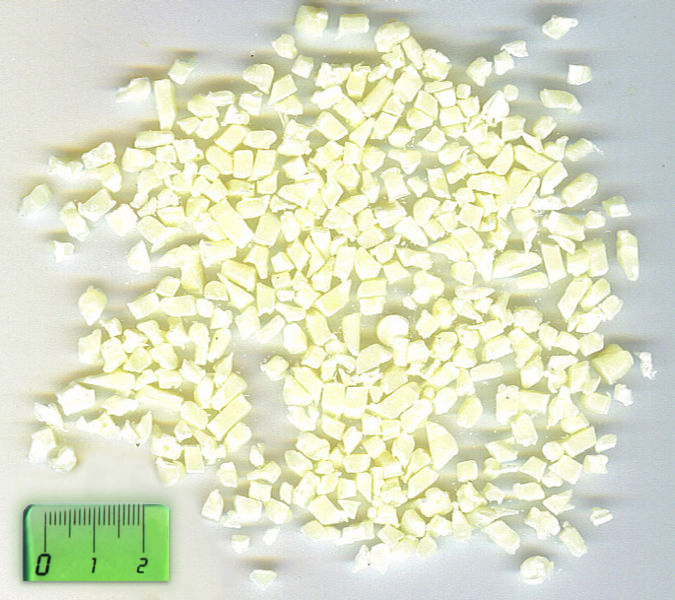
Granule ABS

Akrylonitrilbutadienstyren (zkratka ABS) je amorfní termoplastický průmyslový kopolymer, který je odolný vůči mechanickému poškození. Tuhý, houževnatý, dle typu odolný proti nízkým i vysokým teplotám, málo nasákavý, zdravotně nezávadný. Je odolný vůči kyselinám, hydroxidům, uhlovodíkům, olejům, tukům.
Zpracovávat ho lze do teploty 280 °C. Při vyšší teplotě se začne rozkládat. Jeho hustota je 1 045 kg/m3 a smrštění 0,3-0,7 %. Tepelná odolnost výrobků je do 105 °C.
ABS má menší hustotu než PVC.
Lepit lze rozpouštědlovými lepidly na bázi toluenu a methylenchloridu a také polyakrylátovými lepidly.
Mezi nejvýznamnější patří užití při výrobě nábytku, lahví, cestovních kufrů, využití v 3D tisku a při zapravení hran u rovných i u tvarových laminovaných dřevotřískových desek. Na lepení těchto hran jsou určeny speciální stroje (olepovačky hran), které lepí ABS hrany na díly z lamino desek pomocí tavného lepidla. Současně je užívanější než klasické PVC a melaninové hrany při lemování velkoplošných desek.. Vyrábí se z něj také většina kostek LEGO a airsoftových zbraní.
ABS je často používán pro výrobu kojeneckých láhví, kde vyniká vysokou tepelnou odolností a zdravotní nezávadností. ABS neobsahuje bisfenol A.